# Areta Szpura
Areta Szpura – polska aktywistka ekologiczna, propagatorka ruchu less waste, autorka, współzałożycielka marki Local Heroes. W 2018 r. laureatka plebiscytu Kobieta Roku magazynu Glamour, w 2019 r. umieszczona na liście magazynu Forbes „30 przed 30”. Współtwórczyni akcji społecznej „Tu pijesz bez słomki”. W 2019 r. wydała książkę „Jak uratować świat? Czyli co dobrego możesz zrobić dla planety”. Od 2019 r. prowadzi rubrykę „Eko strefa” w magazynie Glamour. Panelistka III Kongresu Praw Obywatelskich (13-14 grudnia 2019 r.).

## Życiorys
Urodziła się w Warszawie w 1992 roku. Pracowała od 14. roku życia – jako fotografka na imprezach, statystka filmowa, blogerka, stażystka w magazynie Glamour, asystentka stylistów, prowadziła media społecznościowe dla marek odzieżowych Sinsay, H&M i New Look. W jednym z wywiadów wspominała też, że przez 3 miesiące pracowała na zmywaku w warszawskim lokalu Mr. Pancake. Ukończyła II Liceum Ogólnokształcące im. Stefana Batorego w Warszawie (2011). W 2012 r. założyła markę odzieżową Local Heroes, z której odeszła w 2017 roku. Obecnie zajmuje się aktywizmem ekologicznym i propagowaniem ruchu less waste.
W czerwcu 2022 została wybrana na czteroletnią kadencję do Samorządu Mieszkańców Saskiej Kępy, jednak w grudniu 2024 zrezygnowała z pełnionej funkcji.

## Kariera

### Local Heroes
W 2012 r., kiedy miała 20 lat, wraz z Karoliną Słotą założyła markę odzieżową Local Heroes. Początkowo sprzedawały koszulki i bluzy z hasłami w języku angielskim "fuck you you fuckin' fuck", "single, taken, hungry" i "doing real stuff sucks". Ze względu na chwytliwe hasła i estetykę trafiającą w gusta młodych ludzi, marka szybko zdobyła popularność nie tylko w Polsce, ale i na całym świecie, o czym świadczy fakt, że Local Heroes współpracowało z markami Reebok i Disney, a ubrania projektowane przez Szpurę i Słotę nosili m.in. Justin Bieber, Ellie Goulding, Miley Cyrus i Cara Delevingne. Local Heroes stała się jedno z najbardziej rozpoznawalnych polskich marek streetwearowych. Historia marki opisana została w książce Karoliny Sulej „Modni. Od Arkadiusa do Zienia”.

W 2017 r. Areta Szpura ogłosiła odejście z marki
Przez te kilka lat bardzo dużo się nauczyłam. Coraz lepiej znam siebie. Wiem już trochę bardziej w czym jestem dobra, a w czym nie do końca. Wiem też, że jest jeszcze milion rzeczy które chciałabym w życiu spróbować.
Dlatego też od 4 lipca LOCAL HEROES zostawiam pod opieką Karoliny aby mogła robić to co przez ostatnie lata tak dobrze jej wychodziło. Jestem pewna ze LH będzie tylko jeszcze lepiej prosperowało a ja zawsze będę mocno trzymała kciuki.
A ja? Jeszcze nie mam pojęcia.
W każdym razie mogę Wam obiecać ze nie przestanę być sobą, spełniać marzeń i mam nadzieję inspirować innych żeby robili to samo.

### Aktywizm ekologiczny i ruchless waste
Szpura powróciła do polskiej przestrzeni publicznej jako aktywistka ekologiczna. Jako inspiracje dla swojego aktywizmu Szpura podaje książkę „Overdressed: The Shockingly High Cost of Cheap Fashion” autorstwa Elizabeth Cline oraz film „The True Cost”, pokazujący warunki pracy dotykające pracowników szwalni największych firm odzieżowych typu fast fashion. Areta Szpura propaguje podejście do ekologii polegające na metodzie małych kroków (baby steps), które przekładają się na większe zmiany: rezygnacja z plastikowych słomek, kupowanie mniejszej ilości ubrań i produktów, picie wody kranowej zamiast butelkowanej, korzystanie z wielorazowych opakowań i pojemników. 
Jestem fanką utopijnych wizji, dlatego kiedyś myślałam, że całą konsumpcję można po prostu zlikwidować. Widzę sama po sobie, że to niemożliwe. Nie zrezygnujemy z tego całkowicie, ale ograniczajmy zakupy. Kupujmy mniej ciuchów, ale wybierajmy te lepszej jakości. Warto zrobić eksperyment, przejrzeć swoją szafę i sprawdzić co tak naprawdę nosimy. W większości przypadków okazuje się, że używamy 20 rzeczy, a o istnieniu reszty zapominamy i często zalegają na dnie szafy z nieoderwaną metką.

W 2017 r. Szpura, wraz z artystką Magdą Buczek, fotografką Zuzą Krajewską i graficzką Emilią Obrzut, stworzyła projekt Surplus, sytuujący się pomiędzy marką odzieżową i projektem artystycznym, który polega na recyklingu ubrań używanych, pochodzących z niesprzedanych kolekcji lub resztek produkcyjnych poprzez nadrukowywanie na nich tekstów zaprojektowanych przez Buczek:
Projekty Surplus to recycling mody i sztuki, w ramach którego klient sam staje się artystą, performerem prezentującym nadruki w przestrzeni publicznej. "Fear smells like kale" ("Strach pachnie jarmużem"), "Personality is a luxury" ("Osobowość to luksus") – to tylko niektóre teksty nadrukowane na ubrania marki. Bon moty Magda wybiera ze swoich wcześniejszych projektów artystycznych, maili, a nawet z notatek zapisanych na smartfonie.

W 2018 r. razem z portalem Noizz.pl, fundacją Lonely Whale oraz agencją VML Poland zapoczątkowała akcję „Tu pijesz bez słomki”, która miała na celu eliminację plastikowych słomek i stworzenie mapy lokali gastronomicznych, które zrezygnowały z plastikowych słomek.
Każdego roku nawet 100 tys. zwierząt żyjących w morzach i oceanach ginie od uduszenia plastikiem. Również i my powoli giniemy, bo plastikowe elementy trafiają do wód i roślin, które potem spożywamy. Razem z Aretą Szpurą oraz fundacją Lonely Whale - inicjatorem ruchu "For A Strawless Ocean" ruszamy z akcją "Tu pijesz bez słomki". Chcemy nakłonić tysiące knajp, pubów i restauracji do rezygnacji ze zbędnego plastiku.
Akcja opatrzona została w mediach społecznościowych hashtagiem #suckingsucks. W promujących ją viralowych filmach wystąpili m.in. Anja Rubik, Robert Biedroń, blogerka Maffashion oraz Hubert Urbański.

W kwietniu 2019 r. wystosowała otwarty list do influencerów i celebrytów z prośbą o zaprzestanie promowania przemysłu fast fashion i rozważną konsumpcję mody ze względów ekologicznych i klimatycznych
Sama produkowałam tysiące zbędnych ubrań, ale zrozumiałam ten błąd. Wy też możecie. Powiedzcie NIE kolejnej kampanii promującej nieetyczne sieciówki. Zamiast tego, zachęćcie swoich obserwatorów do zrobienia wymianki ciuchowej ze znajomymi. Skorzystajcie z tego, że macie dostęp do przedstawicieli największych firm na świecie. Naciskajcie ich, żeby firmy zachowywały się odpowiedzialnie i zaczęły ratować planetę.
W maju 2019 r. wydała książkę „Jak uratować świat? Czyli co dobrego możesz zrobić dla planety”.

Powody, dla których napisała książkę-poradnik dla osób początkujących w ruchu less waste, Szpura wyjaśniała w wywiadzie dla portalu NaTemat.pl:
Dlatego jednak zgodziłam się napisanie tej książki i dlatego jest właśnie w takiej, a nie innej formie: jest zbiorem różnych tematów, wywiadów, rozmów, przepisów. Ale są też odwołania do linków, książek, artykułów w razie gdyby ktoś chciał ten temat zgłębić. Bo czekając, aż zmieni się nastawienie dużych firm, mało wskóramy. Sami możemy zacząć od drobnych i mało obciążających działań, które sprawią, że już teraz będzie dobrze.
Teksty do książki napisały m.in. Emilia Obrzut – graficzka oraz ekspertka od detergentów DIY, Anna Pięta – specjalistka ds. świadomej mody, czy Marcin Popkiewicz – naukowiec zajmujący się zmianami klimatu. Publikacji towarzyszyło uruchomienie w 27 maja 2019 r. Poradni Ekologicznej w centrum Warszawy. Poradnia działała do 31 maja 2019 r. i w jej ramach zorganizowane były konsultacje z autorką książki, specjalistami w kwestiach ekologii oraz warsztaty dotyczące odpowiedzialnej konsumpcji, świadomych zakupów i produkcji własnych kosmetyków.